# Landskrona IP
Landskrona IP – stadion piłkarski w Landskronie, w Szwecji. Obiekt może pomieścić 12 500 widzów. Swoje spotkania rozgrywają na nim piłkarze klubu Landskrona BoIS. Stadion został otwarty 20 lipca 1924 roku i od tego czasu był kilkakrotnie modernizowany. Początkowo posiadał bieżnię lekkoatletyczną, zlikwidowaną w 1990 roku. 7 lipca 1929 roku na obiekcie mecz towarzyski rozegrała piłkarska reprezentacja Szwecji, pokonując Estonię 4:1. W latach 1990–1991 na stadionie swoje pierwsze cztery domowe mecze w ramach eliminacji do Mistrzostw Europy rozegrała także reprezentacja Wysp Owczych, która w pierwszym spotkaniu niespodziewanie pokonała Austrię 1:0 (pozostałe trzy mecze przegrała – 0:5 z Irlandią Północną, 0:4 z Danią i 0:2 z Jugosławią).